# 東海道リート投資法人
東海道リート投資法人（とうかいどうリートとうしほうじん）は、東京都千代田区に所在する投資法人、東証上場のJ-REIT。

## 概要
ヨシコンがメインスポンサーの地域特化型REITであり、資産運用会社は東海道リート・マネジメント株式会社である。
投資対象を、ヨシコンの本拠地の静岡を中心とした「東海道地域」としている点がユニークである。運用ガイドライン基準におけるポートフォリオ運用基準の地域別投資比率は、「静岡を核とする産業地域」（静岡県、愛知県及び三重県）で60%以上、「東海道地域」（静岡県、愛知県、三重県に加えて、東京都、神奈川県、岐阜県、滋賀県、京都府及び大阪府）並びに「東海道周辺地域」（千葉県、埼玉県、山梨県、長野県、兵庫県、奈良県及び和歌山県）を合わせた「東海道地域等」を90%以上としている。
2021年6月22日に東証上場。幹事取引参加者（主幹事証券）はみずほ証券、投資主名簿等管理人はみずほ信託銀行、借入はみずほ銀行と静岡銀行をリードアレンジャーとするシンジケートローンである。

## 沿革
- 2021年2月1日 - 本投資法人の設立
- 2021年2月24日 - 投信法第187条に基づく登録（登録番号 関東財務局長 第152号）
- 2021年5月14日 - 東京証券取引所より上場承認[5]
- 2021年6月22日 - 東京証券取引所に上場[6][7]

## 組入物件
上場時に8物件、303億円を組み入れた。2023年9月15日現在、12物件（本投資法人が保有している不動産及び不動産信託受益権の総数）、総額で451億円を組み入れている。
- いなべロジスティクスセンター（三重県）
- ミッドビルディング四日市（三重県）
- 葵タワー（静岡県）
- ロイヤルパークス千種（愛知県）
- 丸の内エンブルコート（静岡県）
- エンブルエール草薙駅前（静岡県）
- エンブルエール草薙（静岡県）
- 浜松プラザ（底地）（静岡県）
- 松阪ロジスティクスセンター（三重県）
- 静岡マシンヤード（底地）（静岡県）
- セントレアロジスティクスセンター（愛知県）
- 清水町配送・販売センター（静岡県）

## 資産運用会社
本投資法人の資産運用会社は、東海道リート・マネジメント株式会社（とうかいどうリートマネジメント-）である。
出資者は、ヨシコン株式会社55%に加えて、静岡県内の地元企業を中心に、中部電力ミライズ株式会社10%、木内建設株式会社5%、静岡ガス株式会社5%、株式会社静岡銀行5%、静岡不動産株式会社5%、鈴与株式会社5%、清和海運株式会社5%、日本国土開発株式会社5%で構成されている。
2018年（平成30年）4月27日の設立当初は、ヨシコン100%出資で、所在地は東京都千代田区丸の内1丁目6番2号 新丸の内センタービルディング21階であった。